# إقليم كونستانتسا
إقليم كونستانتسا يقع في جنوب غرب رومانيا التابع لمنطقة دبروجة.

## الجغرافيا
تبلغ مساحة إقليم كونستانتسا 7,071 كم مربع.

### الجوار
- إقليم كالاراش و إقليم يالوميتسا نحو الغرب.
- إقليم تولتشيا و إقليم برايلا في الشمال.
- بلغاريا (مقاطعة دوبريك ومقاطعة سيليسترا) نحو الجنوب.

## السكان
بلغ عدد السكان 715,151 نسمة وبكثافة 101 نسمة/كم مربع حسب إحصائيات 2002.
| السنة | عدد السكان |
| ----- | ---------- |
| 1948  | 311,062    |
| 1956  | 369,940    |
| 1966  | 465,752    |
| 1977  | 608,817    |
| 1992  | 748,769    |
| 1996  | 747,122    |
| 2000  | 746,988    |
| 2002  | 715,151    |

يشكل الرومان أغلبية سكان الإقليم. ومن أهم العرقيات هي التركية والتتارية التي بقيت في الإقليم منذ الدولة العثمانية, إضافة إلى مجموعات من الغجر واليونان والروس.
| العرق    | 1880         | 2002          |
| -------- | ------------ | ------------- |
| المجموع  | 64,902       | 715,151       |
| رومانيون | 14,884 (23%) | 652,777 (91%) |
| أتراك    | 14,947 (23%) | 24,246 (3.4%) |
| تتار     | 22,854 (35%) | 23,230 (3.2%) |
| بلغاريون | 7,919 (12%)  | 74 (0.01%)    |
| يونانيون | 2,607 (4%)   | 590 (0.08%)   |
| الغجر    | <100 (<0.1%) | 6,023 (0.84%) |

### الديانة
تعد المسيحية الأكثر انتشارًا في الإقليم وتبلغ نسبة المسلمون 10,6% بعد ما كانت حوالي 60% عام 1880.

## توأمة
لإقليم كونستانتسا اتفاقيات توأمة مع:
- شانغهاي

## أعلام
- هوريا تيكاو

## وصلات خارجية
- Colegii uninominale pentru alegerea Camerei deputaților în județul Constanța
- Colegii uninominale pentru alegerea Senatului în județul Constanța
- Codurile poștale ale localităților din Județul Constanța
- Bisericile din România (serviciu de căutare)
- INFOGRAFIE Cât valorează fiecare județ al României, în funcție de PIB